# Super Bowl XL
Super Bowl XL je bio završna utakmica 86. po redu sezone nacionalne lige američkog nogometa. U njoj su se sastali pobjednici AFC konferencije Pittsburgh Steelersi i pobjednici NFC konferencije Seattle Seahawksi. Pobijedili su Steelersi rezultatom 21:10, kojima je to bio peti osvojeni naslov.
Utakmica je odigrana na stadionu Ford Field u Detroitu u Michiganu, kojem je to bilo prvo domaćinstvo utakmice Super Bowla.

## Tijek utakmice
| Četvrtina | Vrijeme | Momčad | Informacija o promjeni rezultata                                                    | Rezultat | Rezultat |
| Četvrtina | Vrijeme | Momčad | Informacija o promjeni rezultata                                                    | Steelers | Seahawks |
| --------- | ------- | ------ | ----------------------------------------------------------------------------------- | -------- | -------- |
| 1         | 0:22    | SEA    | field goal (Brown)                                                                  | 0        | 3        |
| 2         | 1:55    | PIT    | touchdown probijanjem (Roethlisberger), uspješan pokušaj za dodatni poen (Reed)     | 7        | 3        |
| 3         | 14:38   | PIT    | touchdown probijanjem (Parker), uspješan pokušaj za dodatni poen (Reed)             | 14       | 3        |
| 3         | 6:45    | SEA    | touchdown dodavanjem (Hasselbeck-Stevens), uspješan pokušaj za dodatni poen (Brown) | 14       | 10       |
| 4         | 8:56    | PIT    | touchdown dodavanjem (Randle El-Ward), uspješan pokušaj za dodatni poen (Reed)      | 21       | 10       |

## Statistika utakmice

### Statistika po momčadima
| Statistika                                                      | Pittsburgh Steelers | Seattle Seahawks |
| --------------------------------------------------------------- | ------------------- | ---------------- |
| Prvih pokušaja                                                  | 14                  | 20               |
| Ukupno osvojenih jardi                                          | 339                 | 396              |
| Broj napada probijanjem                                         | 33                  | 25               |
| Ukupno jardi osvojenih probijanjem                              | 181                 | 137              |
| Broj napada s kompletiranim dodavanjem/ukupno napada dodavanjem | 10/22               | 26/49            |
| Ukupno jardi osvojenih dodavanjem                               | 158                 | 259              |
| Izgubljenih lopti                                               | 2                   | 1                |
| Prekršaji (izgubljenih jardi)                                   | 3 (20)              | 7 (70)           |
| Vrijeme posjeda lopte (min:s)                                   | 26:58               | 33:02            |

### Statistika po igračima

#### Najviše jardi dodavanja
| Quarterback              | Dodavanja* | Yds** | TD*** | Int**** |
| ------------------------ | ---------- | ----- | ----- | ------- |
| Ben Roethlisberger (PIT) | 9/21       | 123   | 0     | 2       |
| Matt Hasselbeck (SEA)    | 26/49      | 273   | 1     | 1       |

#### Najviše jardi probijanja
| Igrač                 | Pokušaja* | Yds** | TD*** |
| --------------------- | --------- | ----- | ----- |
| Willie Parker (PIT)   | 10        | 93    | 1     |
| Shaun Alexander (SEA) | 20        | 95    | 0     |

#### Najviše uhvaćenih jardi dodavanja
| Igrač                | Dodavanja* | Yds** | TD*** |
| -------------------- | ---------- | ----- | ----- |
| Hines Ward (PIT)     | 5/11       | 123   | 1     |
| Joe Jurevicius (SEA) | 5/8        | 93    | 1     |

Napomena: * - broj kompletiranih dodavanja/ukupno dodavanja, ** - ukupno jardi dodavanja, *** - broj touchdownova (polaganja), **** - broj izgubljenih lopti